# Fujiwara no Naritsune
Fujiwara no Naritsune est un nom japonais traditionnel ; le nom de famille (ou le nom d'école), Fujiwara, précède donc le prénom (ou le nom d'artiste).
Fujiwara no Naritsune (藤原 成経, d. 1202) est un kuge (courtisan japonais) de l'époque de Heian qui, après avoir comploté contre le clan Taira, est exilé avec son père, Fujiwara no Narichika, et un certain nombre d'autres conspirateurs sur l'île de Kikai. Lui et ses compagnons d'exil, Taira no Yasunori et le moine Shunkan, figurent en bonne place dans un certain nombre de drames traditionnels japonais, dont la pièce nō Shunkan et la pièce de marionnettes jōruri Heike Nyogo-ga-shima, plus tard adaptée pour le théâtre kabuki.
Naritsune, seigneur de la province de Tamba, est marié à une nièce de Taira no Kiyomori, ministre en chef dans le gouvernement impérial. Il figure en bonne place dans les premiers chapitres du Heike monogatari en ce qui concerne l'histoire de l'intrigue et de l'exil ultérieur. Selon ce texte, peu de temps après que son père a été exilé à Kikai-ga-shima, Naritsune est convoqué au cours du sixième mois lunaire de 1177 à Fukuhara puis dans la province de Bitchu avant d'être envoyé à Kikai-ga-shima.
Au cours de son séjour sur l'île, Naritsune, avec Yasuyori, devenu un partisan fervent de la foi Kumano, effectue régulièrement des rituels et des prières pour le kami du Kumano-jinja. Quelques mois après leur exil, l'impératrice Tokuko souffre d'une maladie attribuée à l'esprit en colère de feu Narichika. Pour apaiser l'esprit et rétablir la santé de l'impératrice, Naritsune et Yasuyori sont graciés. La nouvelle leur parvient à la fin du neuvième mois lunaire de 1178. Après avoir visité la tombe de son père, Naritsune retourne à Kyoto au cours du troisième mois de l'année suivante. Il retrouve ensuite son jeune fils, alors âgé d'à peu près trois ans (selon le calcul traditionnel japonais), et un autre enfant, pas encore né à l'époque de son exil. Rétabli au service de l'empereur retiré Go-Shirakawa, il retrouve son rang et reçoit ultérieurement une promotion.